# Campionati svizzeri di sci alpino 2021
I Campionati svizzeri di sci alpino 2021 si sono svolti ad Anniviers dal 24 al 29 marzo. Il programma ha incluso gare di discesa libera, supergigante, slalom gigante, slalom speciale e combinata, sia maschili sia femminili.
Oltre agli sciatori svizzeri, hanno potuto concorrere al titolo anche gli sciatori di nazionalità liechtensteinese, mentre gli atleti delle altre federazioni, pur prendendo parte alle competizioni, hanno potuto ottenere solo prestazioni valide ai fini del punteggio FIS.

## Risultati

### Uomini

#### Discesa libera
| Pos. | Atleta           | Nazione       | Tempo   |
| ---- | ---------------- | ------------- | ------- |
| 1    | Ralph Weber      | Svizzera      | 1:10,21 |
| 2    | Yannick Chabloz  | Svizzera      | 1:10,22 |
| 3    | Niels Hintermann | Svizzera      | 1:10,57 |
| 4    | Nils Mani        | Svizzera      | 1:10,68 |
| 5    | Lars Rösti       | Svizzera      | 1:10,86 |
| 6    | Sandro Simonet   | Svizzera      | 1:10,90 |
| 7    | Josua Mettler    | Svizzera      | 1:11,18 |
| 8    | Gilles Roulin    | Svizzera      | 1:11,22 |
| 9    | Nicolas Macheret | Svizzera      | 1:11,30 |
| 10   | Marco Pfiffner   | Liechtenstein | 1:11,31 |

Data: 24 marzo

#### Supergigante
| Pos. | Atleta           | Nazione  | Tempo   |
| ---- | ---------------- | -------- | ------- |
| 1    | Lars Rösti       | Svizzera | 1:16,96 |
| 2    | Nils Mani        | Svizzera | 1:17,59 |
| 3    | Josua Mettler    | Svizzera | 1:18,05 |
| 4    | Ralph Weber      | Svizzera | 1:18,13 |
| 5    | Yannick Chabloz  | Svizzera | 1:18,16 |
| 5    | Carlo Janka      | Svizzera | 1:18,16 |
| 7    | Niels Hintermann | Svizzera | 1:18,26 |
| 8    | Marco Odermatt   | Svizzera | 1:18,34 |
| 8    | Stefan Rogentin  | Svizzera | 1:18,34 |
| 10   | Gaël Zulauf      | Svizzera | 1:18,61 |

Data: 26 marzo

#### Slalom gigante
| Pos. | Atleta          | Nazione  | Tempo   |
| ---- | --------------- | -------- | ------- |
| 1    | Justin Murisier | Svizzera | 2:30,57 |
| 2    | Daniele Sette   | Svizzera | 2:30,59 |
| 3    | Livio Simonet   | Svizzera | 2:30,70 |
| 4    | Fadri Janutin   | Svizzera | 2:30,72 |
| 5    | Josua Mettler   | Svizzera | 2:30,88 |
| 6    | Gilles Roulin   | Svizzera | 2:31,23 |
| 7    | Cédric Noger    | Svizzera | 2:31,39 |
| 8    | Sandro Simonet  | Svizzera | 2:31,58 |
| 9    | Dario Büschlen  | Svizzera | 2:31,72 |
| 10   | Gaël Zulauf     | Svizzera | 2:31,75 |

Data: 28 marzo

#### Slalom speciale
| Pos. | Atleta            | Nazione  | Tempo   |
| ---- | ----------------- | -------- | ------- |
| 1    | Ramon Zenhäusern  | Svizzera | 1:36,63 |
| 2    | Joel Lütolf       | Svizzera | 1:37,57 |
| 3    | Marc Rochat       | Svizzera | 1:38,06 |
| 4    | Sandro Simonet    | Svizzera | 1:38,15 |
| 5    | Franjo von Allmen | Svizzera | 1:38,41 |
| 6    | Noel von Grünigen | Svizzera | 1:38,46 |
| 7    | Dionys Kippel     | Svizzera | 1:39,15 |
| 8    | Florian Kunz      | Svizzera | 1:39,50 |
| 9    | Lars Kuonen       | Svizzera | 1:40,87 |
| 10   | Dominic Ott       | Svizzera | 1:41,55 |

Data: 27 marzo

#### Combinata
| Pos. | Atleta            | Nazione       | Tempo   |
| ---- | ----------------- | ------------- | ------- |
| 1    | Sandro Simonet    | Svizzera      | 2:08,98 |
| 2    | Joel Lütolf       | Svizzera      | 2:09,13 |
| 3    | Noel von Grünigen | Svizzera      | 2:09,50 |
| 4    | Yannick Chabloz   | Svizzera      | 2:09,80 |
| 5    | Stefan Rogentin   | Svizzera      | 2:10,15 |
| 6    | Marco Odermatt    | Svizzera      | 2:10,16 |
| 7    | Gilles Roulin     | Svizzera      | 2:10,35 |
| 8    | Yanick Mani       | Svizzera      | 2:10,37 |
| 9    | Josua Mettler     | Svizzera      | 2:10,56 |
| 10   | Marco Pfiffner    | Liechtenstein | 2:10,66 |

Data: 26 marzo

### Donne

#### Discesa libera
| Pos. | Atleta             | Nazione  | Tempo   |
| ---- | ------------------ | -------- | ------- |
| 1    | Delia Durrer       | Svizzera | 1:12,99 |
| 2    | Janine Schmitt     | Svizzera | 1:13,80 |
| 3    | Stephanie Jenal    | Svizzera | 1:13,98 |
| 4    | Noémie Kolly       | Svizzera | 1:14,24 |
| 5    | Rahel Kopp         | Svizzera | 1:14,51 |
| 6    | Melanie Michel     | Svizzera | 1:15,02 |
| 7    | Alessia Bösch      | Svizzera | 1:15,07 |
| 8    | Alexandra Walz     | Svizzera | 1:15,09 |
| 9    | Anna Dietrich      | Svizzera | 1:15,11 |
| 10   | Delphine Darbellay | Svizzera | 1:15,50 |

Data: 25 marzo

#### Supergigante
| Pos. | Atleta             | Nazione  | Tempo   |
| ---- | ------------------ | -------- | ------- |
| 1    | Delia Durrer       | Svizzera | 1:19,52 |
| 2    | Priska Nufer       | Svizzera | 1:20,45 |
| 3    | Stephanie Jenal    | Svizzera | 1:20,72 |
| 4    | Joana Hählen       | Svizzera | 1:21,01 |
| 5    | Alessia Bösch      | Svizzera | 1:21,04 |
| 6    | Janine Schmitt     | Svizzera | 1:21,05 |
| 7    | Vanessa Kasper     | Svizzera | 1:21,45 |
| 8    | Delphine Darbellay | Svizzera | 1:21,55 |
| 9    | Alexandra Walz     | Svizzera | 1:21,68 |
| 10   | Melanie Michel     | Svizzera | 1:21,77 |
| 10   | Livia Rossi        | Svizzera | 1:21,77 |

Data: 26 marzo

#### Slalom gigante
| Pos. | Atleta              | Nazione  | Tempo   |
| ---- | ------------------- | -------- | ------- |
| 1    | Camille Rast        | Svizzera | 2:04,53 |
| 2    | Simone Wild         | Svizzera | 2:05,67 |
| 3    | Mélanie Meillard    | Svizzera | 2:05,90 |
| 4    | Vanessa Kasper      | Svizzera | 2:05,95 |
| 5    | Leana Barmettler    | Svizzera | 2:06,30 |
| 6    | Amélie Klopfenstein | Svizzera | 2:06,53 |
| 7    | Lena Volken         | Svizzera | 2:07,09 |
| 8    | Sue Fuchs           | Svizzera | 2:07,27 |
| 9    | Delia Durrer        | Svizzera | 2:07,58 |
| 10   | Stephanie Jenal     | Svizzera | 2:07,96 |

Data: 29 marzo

#### Slalom speciale
| Pos. | Atleta             | Nazione  | Tempo   |
| ---- | ------------------ | -------- | ------- |
| 1    | Mélanie Meillard   | Svizzera | 1:32,41 |
| 2    | Valentine Macheret | Svizzera | 1:35,95 |
| 3    | Selina Gadient     | Svizzera | 1:36,17 |
| 4    | Svenja Pfiffner    | Svizzera | 1:36,48 |
| 5    | Rahel Kopp         | Svizzera | 1:37,27 |
| 6    | Sarah Zoller       | Svizzera | 1:37,42 |
| 7    | Nicole Good        | Svizzera | 1:37,43 |
| 8    | Lena Volken        | Svizzera | 1:37,77 |
| 9    | Janine Schmitt     | Svizzera | 1:37,92 |
| 10   | Alessia Bösch      | Svizzera | 1:38,05 |

Data: 27 marzo

#### Combinata
| Pos. | Atleta          | Nazione  | Tempo   |
| ---- | --------------- | -------- | ------- |
| 1    | Delia Durrer    | Svizzera | 2:05,89 |
| 2    | Rahel Kopp      | Svizzera | 2:05,94 |
| 3    | Janine Schmitt  | Svizzera | 2:06,00 |
| 4    | Melanie Michel  | Svizzera | 2:06,16 |
| 5    | Katja Grossmann | Svizzera | 2:06,26 |
| 6    | Stephanie Jenal | Svizzera | 2:06,37 |
| 7    | Alessia Bösch   | Svizzera | 2:06,89 |
| 8    | Sarah Zoller    | Svizzera | 2:07,15 |
| 9    | Anna Dietrich   | Svizzera | 2:07,57 |
| 10   | Nina Herren     | Svizzera | 2:08,07 |

Data: 24 marzo